# 吉田清成

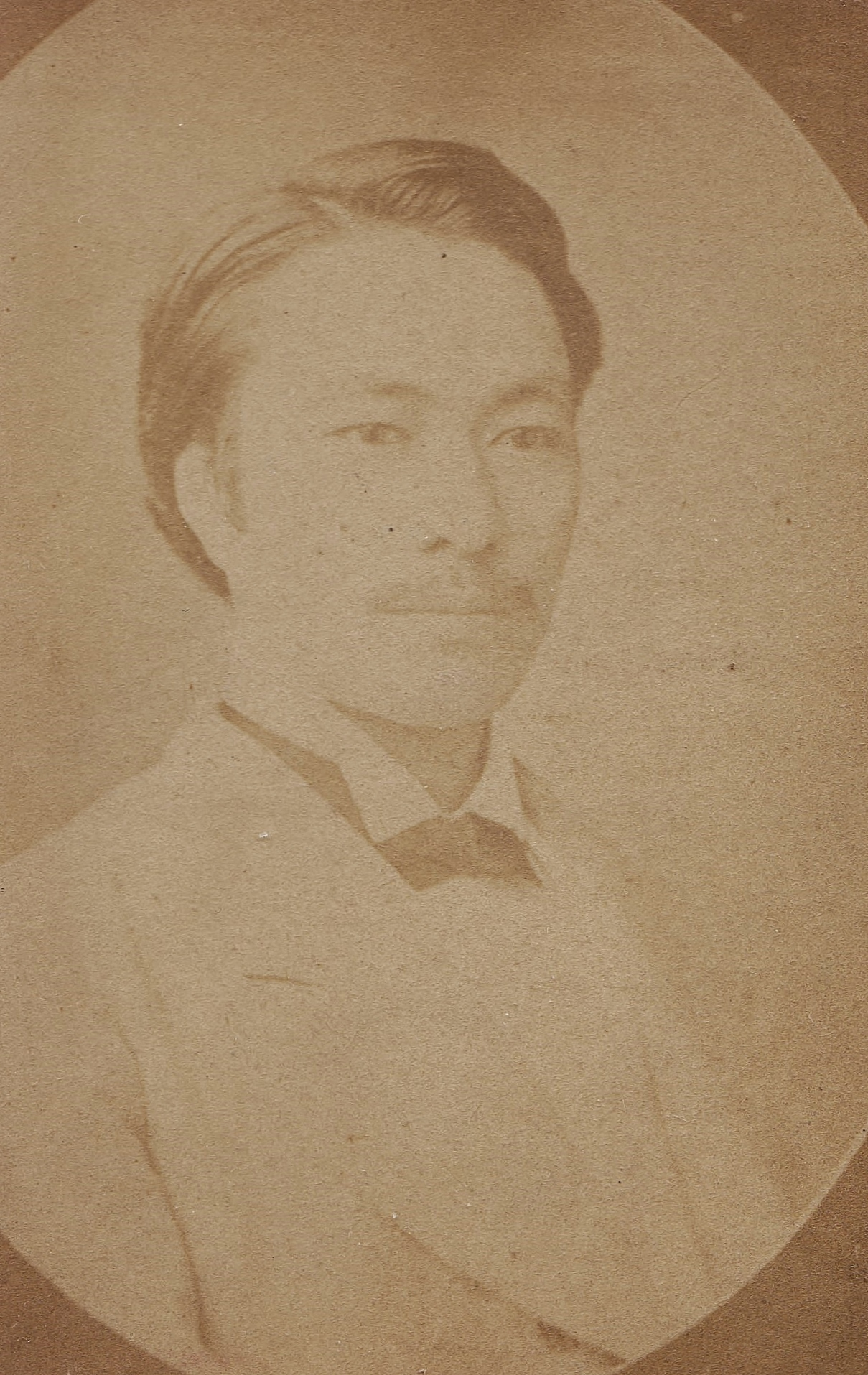
吉田清成

吉田清成 （日语：吉田清成；1845年3月2日—1891年8月3日） 是一名日本武士及駐美國日本大使。 

## 早年生活和教育
1865年，吉田與後來成為日本外交官的鮫島尚信及其他17個來自薩摩藩的武士被送至英國留學及學習西方科技及科學.:79 。1867年，吉田與鮫島及其他兩人至美國旅遊和參加托馬斯·哈利斯創立的新生活兄弟會:80。當他們在該年年末回到英國時，他們聲稱通過哈利斯的講道感受到上帝的存在:79。
吉田其後就讀倫敦大學學院:60，並於1868年9月入學註冊成為羅格斯大學的學生，然而在幾個月後離開:142。在次年的6月，他入學註冊成為韋伯拉漢維思學院（今韋伯拉漢·莫森中學）的學生及學習政治經濟學:142。畢業後，他於紐約及哈特福的銀行業工作及累積經驗。:142

## 工作經歷
1870年，他返回日本:142及在大藏省（今財務省）工作:60，而他很快成為了國稅廳長官，並於1871年成為了大藏省的次長:142。期間他於1871年為日本從美國和歐洲取得了貸款:60。
之後他轉至外務省工作:60，並於1874年1月被任命駐美特命全權公使。1879年，他安排前美國總統尤利西斯·辛普森·格蘭特及其妻朱莉婭·格蘭特訪日，並確保日本能償還來自美國國會的貸款:60。
1884年7月，他成為了外務省副大臣，但與當時的外務大臣井上馨鬧翻:142-3。1885年9月，他成為了農商務省副大臣:143。
1887年，他成為了元老院的名譽成員及獲得了子爵的頭銜:143。

## 個人生活
他與歷史學家亨利·亞當斯是朋友，以及也是對古代法律感興趣。

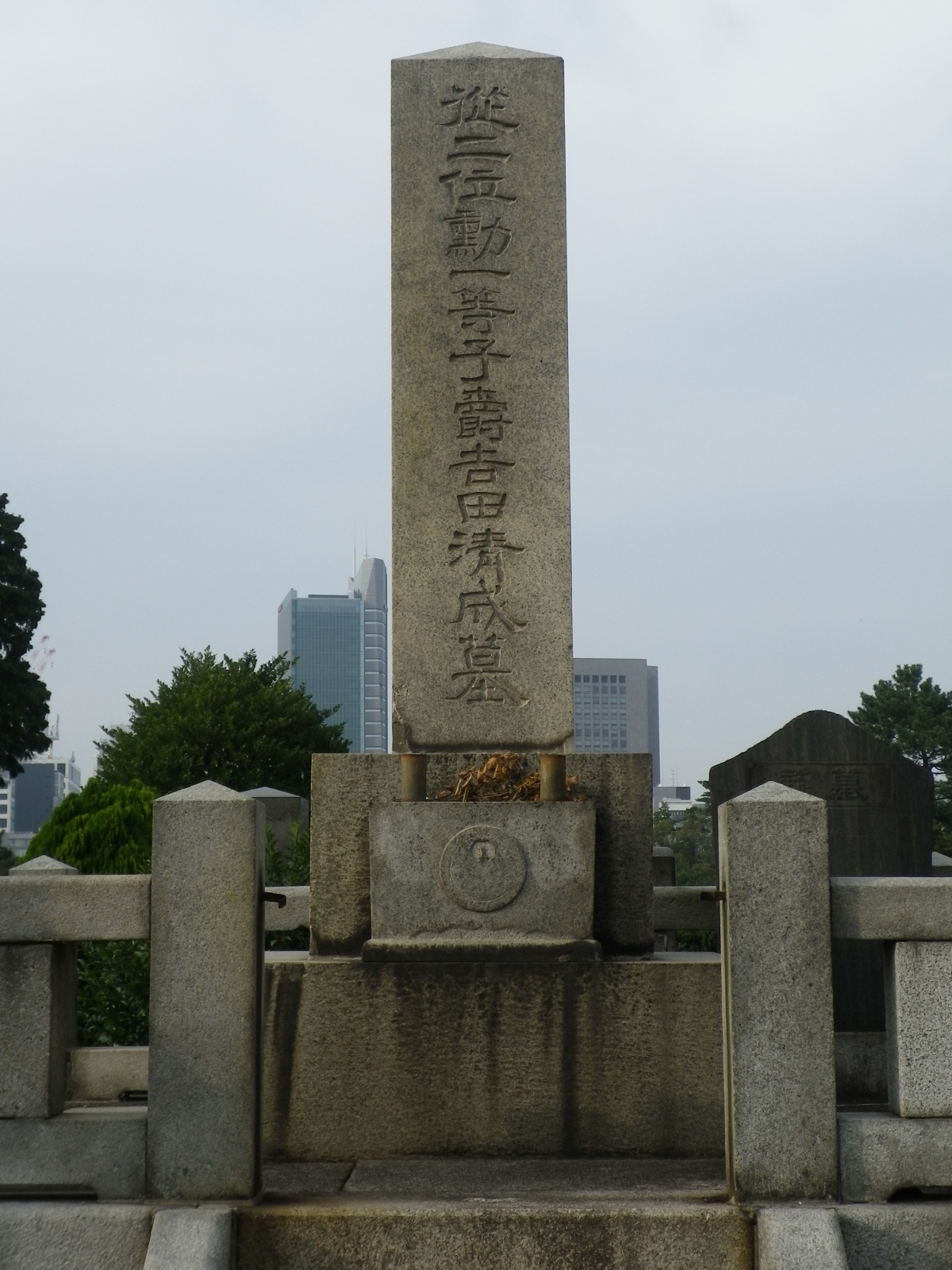
位於薩摩之群像

1891年8月3日，他因病而逝世:143。